# 大森日雅
大森 日雅（おおもり にちか、1994年10月15日 - ）は、日本の女性声優。長野県佐久市出身、アクロスエンタテインメント所属。
代表作は、『プリパラ』（月川ちり）、『邪神ちゃんドロップキック』（花園ゆりね）、『キラッとプリ☆チャン』（メルパン）、『理系が恋に落ちたので証明してみた。』（棘田恵那）などがある。

## 経歴
物心がついていない頃からテレビが好きであり、アニメばかり見てワハハと笑ってるような子供だったため、幼稚園に入園後は、セーラームーンの真似をして、「魔法少女になりたい」と思っていたという。
4人きょうだいの兄たちと一緒にアニマックスでテレビアニメ『機動戦士ガンダム』を見ており、当初は意味もわからず見ていたが、中学生になってもう一度見ていたところ熱中してしまったという。
学校の教師からは、『西遊記』の劇で乙姫を演じてみたかったが、ナレーターを勧められたり、「スピーチのコンテストに出場したら」と言われたこともあったという。
中学時代にカナダのヴィクトリアに10ヶ月程度留学したこともある。
日曜日の朝および昔に放送されていたアニメが好きになり、それがきっかけで声優業を志す。プロ・フィット声優養成所の卒業生である。その後、リンク・プランに所属していた。
2017年4月からリンク・プランを離れフリーランスになる。同年9月より、クロコダイル所属を経て、2021年3月からアクロスエンタテインメント所属。
2023年10月17日、DJ・音楽プロデューサーのYunomiとの結婚を発表した。

## 人物
趣味は、犬と昼寝をすること、深海魚。特技は、ピアノと水泳である。2歳から高校2年生までピアノを習っていた。
実用英語検定2級の資格を持っている。その他にキャットシッター、キャットスペシャリスト、愛犬飼育スペシャリストの資格を持っている。初めてしたアルバイトはパン屋であったことを語っている。
「日雅」の名前の由来は「雅やかな人になってほしい」という願いを込めつつ、お日様のようなイメージで画数も良かった「日」を合わせたという。
『六畳間の侵略者!?』で共演した長縄まりあ、鈴木絵理、田澤茉純とも仲が良い。
『プリパラ』で作品内ユニット「NonSugar」として共演した田中美海、山下七海と仲が良く、プライベートでは3人でサンリオピューロランドやユニバーサル・スタジオ・ジャパンに遊びに行っている。山下についてはこれ以前にも『バトルスピリッツ 烈火魂』で共演しており、山下が演じたキャラクター「黒田環奈」の語尾「ごぢゃる」から転じて、山下のことを「おじゃる」と呼んでいる。
猫が大好きで、ラグドールのふくまるとはなまるの2匹を飼っており、ふくまる(2019/12/09)と はなまる(2021/02/12)は実の兄妹である。自身のYouTubeチャンネルでもふくまるとはなまるの動画が多数アップロードされていたり、ふくまるとはなまる専用のインスタグラムアカウントを開設していたりと、愛猫への愛が伝わってくる。

## 出演
太字はメインキャラクター。

### テレビアニメ
2014年
- 六畳間の侵略者!?（虹野ゆりか）
- 月刊少女野崎くん（女子バスケ部員）
- 信長協奏曲（森力丸）

2015年
- 空戦魔導士候補生の教官（シーラ）
- クロスアンジュ 天使と竜の輪舞（マリカ・ベルッチ）
- 城下町のダンデライオン（チカ）
- 聖剣使いの禁呪詠唱（ユーリ・オレグビッチ・ジルコフ、女子、生徒、女子生徒）
- バトルスピリッツ 烈火魂（2015年 - 2016年、美鳥山阿国）

2016年
- バトルスピリッツ ダブルドライブ（2016年 - 2017年、キノト）
- 紅殻のパンドラ（制服、カメラ担当、受付B、幼児、メカペロ）
- 初恋モンスター（友達、中村結衣）
- 虹色デイズ（大野綾、女子生徒、放送、店員）
- ねこねこ日本史（2016年 - 2021年、清少納言、石田三成、浅井三姉妹、上杉謙信、西郷隆盛、沖田総司 他） - 5シリーズ
- パンでPeace!（佐倉のあ）
- ハンドレッド（LiZA / リザ・ハーヴェイ、子供）
- プリパラ（2016年 - 2017年、月川ちり、女の子）
- マジきゅんっ!ルネッサンス（女子生徒）
- 魔法少女なんてもういいですから。（坂上ちや） - 2シリーズ

2017年
- アイドルタイムプリパラ（白川らん、月川ちり）

2018年
- gdメン gdgd men's party（道端レム）
- 七星のスバル（空閑旭姫）
- 邪神ちゃんドロップキック（2018年 - 2023年、花園ゆりね、魔獣1） - 4シリーズ + 特別編
- おとなの防具屋さん（2018年 - 2021年、モクク） - 2シリーズ

2019年
- 五等分の花嫁（ラジオ音声）
- 雨色ココア sideG（ケイト）
- まんなかのりっくん@きんてれ（きのこの神）
- 上野さんは不器用（田中みずな）
- 荒ぶる季節の乙女どもよ。（浅田恵美）

2020年 
- ダーウィンズゲーム（レイン）
- 理系が恋に落ちたので証明してみた。（2020年 - 2022年、棘田恵那） - 2シリーズ
- 七つの大罪 神々の逆鱗（ペロニア）
- キラッとプリ☆チャン（2020年 - 2021年、メルパン）
- ド級編隊エグゼロス（チャチャ）

2021年
- 怪物事変（妹）
- IDOLY PRIDE（女性記者）
- さよなら私のクラマー（花房圭）

2022年
- 賢者の弟子を名乗る賢者（ミラ）
- ラブライブ!虹ヶ咲学園スクールアイドル同好会（黒羽咲良）
- 転生賢者の異世界ライフ 〜第二の職業を得て、世界最強になりました〜（ヒゲスラ、アイリア）
- Do It Yourself!! -どぅー・いっと・ゆあせるふ-（ジョブ子〈ジュリエット・クイーン・エリザベス8世〉）

2023年
- 鬼滅の刃 刀鍛冶の里編
- 青のオーケストラ（篠崎の友人）
- しまじろうのわお!（くりたん）

2024年
- Re:Monster（ホブ里→ブラ里）

2025年
- アン・シャーリー（ミニ―・メイ・バリー）
- 勇者パーティーを追放された白魔導師、Sランク冒険者に拾われる 〜この白魔導師が規格外すぎる〜（リョウエン）

### 劇場アニメ
- 劇場版プリパラ み〜んなでかがやけ!キラリン☆スターライブ!（2017年、月川ちり）
- 劇場版 プリパラ&キラッとプリ☆チャン 〜きらきらメモリアルライブ〜（2018年、月川ちり）
- コルボッコロ（2019年、コルボッコロ[48]）
- 映画 ねこねこ日本史 〜龍馬のはちゃめちゃタイムトラベルぜよ!〜（2020年、西郷隆盛、沖田総司、武蔵坊弁慶、上杉謙信、石田三成）
- 映画しまじろう しまじろうとそらとぶふね（2020年、モーディ次男[49]）

### OVA
- 東方二次創作同人アニメ 夢想夏郷〜A Summer Day's Dream〜（2016年、アリス・マーガトロイド）
- ド級編隊エグゼロス（2020年、チャチャ[50]） - コミックス第11巻アニメBD同梱版

### Webアニメ
- アイドルランドプリパラ（2021年、月川ちり、クラスメイトB）
- うんたろう たびものがたり（2023年、うんすけ）
- ライジングインパクト（2024年、ケイト・ピッカートン）

### ゲーム
2014年
- 猫耳さばいばー!（リーリヤ、ノラ）

2015年
- 音速少女隊 -Photon Angels-（ディー、ティナ）
- 家電少女（のん、すみれ、ふうか）
- ピルグリムサーガ（クレア）
- 嫁コレ（虹野ゆりか）

2016年
- アイドルコネクト -AsteriskLive-（古風楓）
- プリパラ（ちり）
- モン娘☆は〜れむ（2016年 - 2018年、ミポりん♪、花園ゆりね）
- リーリヤのおともだち（リーリヤ、ノラ）
- LORD of VERMILION Re:3（ヴァジェト）

2017年
- ららマジ（卯月真中華）
- サウザンドメモリーズ（ルリエラ）

2018年
- プリパラ オールアイドルパーフェクトステージ!（月川ちり）
- 少女とドラゴン -幻獣契約クリプトラクト-（カナリア、ネレイス、イワナガヒメ、バレット、ハクキ）
- 相剋のエルシオン 光と闇の輪廻（ヘリアン）
- Q&Qアンサーズ（花園ゆりね）
- 温泉むすめ ゆのはなこれくしょん（湯田中渋穂波）

2019年
- ファントムミラー（雅）
- クイズRPG 魔法使いと黒猫のウィズ（アマネ・カラクサ）
- 蒼藍の誓い ブルーオース（アドミラル・シェーア、翔鶴、時雨、アンノウンΖ）
- アルカ・ラスト 終わる世界と歌姫の果実（ラリサ）
- きららファンタジア（2019年 - 2022年、細野はるみ）
- WAR OF THE VISIONS ファイナルファンタジー ブレイブエクスヴィアス 幻影戦争（ナーシア）
- クラッシュ・バンディクーレーシング ブッとびニトロ!（ヤヤ・パンダ）

2020年
- ドールズフロントライン（2020年 - 2021年、Six12、ショーシャ、花園ゆりね）
- マルコと銀河竜（黒崎鷹緒）
- 邪神ちゃんドロップキック 〜神保町放置⼤作戦〜（花園ゆりね）
- キラッとプリ☆チャン（メルパン）
- 野生少女（ジェリー）
- ヒーローカンターレ（大剣士 ソラ）
- 星空鉄道とシロの旅（ジビエ）
- キングスレイド（グレモリー）
- モンスターストライク（2020年 - 2021年、式森コカゲ、ビュー、リースルック）

2021年
- 邪神ちゃんドロップキックねばねばウォーズ（花園ゆりね）
- パズルガールズ（長門、霜月、冬月）
- ラグナドール 妖しき皇帝と終焉の夜叉姫（座敷わらし）
- シャイニングニキ（ドレア）

2022年
- アズールレーン（インペロ）
- アイドルコネクト -AsteriskLive- 2022（古風楓）

2023年
- 404 GAME RE:SET -エラーゲームリセット-（ファンタジーゾーン）
- アイドルランドプリパラ（月川ちり）

2024年
- 魔女のふろーらいふ（ムト）
- 魔導物語 フィアと不思議な学校（リーナ）

### ドラマCD
- 魔法少女育成計画 in Dreamland（2014年、ポスタリィ[89]）
- 踊る星降るレネシクル（2015年、舞波すまる[90]）
- バトルスピリッツ ダブルドライブ オリジナルドラマCD「究極! 試練の三番勝負!」（2017年、キノト[91]）

### デジタルコミック
- 電音部 コミックムービー（2020年、水上雛）

### 吹き替え
- 弁護士ビリー・マクブライド（ルス）
- ドント・スリープ -蘇る悪夢-（ザック〈幼少期〉）
- ファイヤーバディ（ジャジー）

### ラジオ
※はインターネット配信。
- 大森日雅のおやすみマーメイド（2014年 - 2016年、ListenRadio※→超!A&G+※）
- unity-chan!プレゼンツ　こはくちゃんズラジオ（2015年、音泉※）[92]
- おぺれ〜しょん“えぬ”（2015年 - 2016年、 超!A&G+※→サウンドウィングチャンネル※）[93]
- 大森日雅・鈴木絵理 今夜もSPAで待ち合わせ♪（2016年、超!A&G+※）[93]
- 大森日雅の夢の森（2018年 - 2021年、ニコニコ生放送※）[94][95]
- 私花。らじお！（2019年 - 2020年、超!A&G+※）[96]
- FREEART presents 「大森日雅の自由の絵神さま!?」（2020年 - 2021年、音泉※）[97]

### テレビ番組
※はインターネット配信。
- アニメ『六畳間の侵略者!?』ニコ生 超密着型番組!?ぎゅぎゅぎゅ放送!（2014年、ニコニコ生放送※）
- ひるキュン! 月曜日お天気コーナー（2017年 - 2018年、TOKYO MX）[98]
- 邪神ちゃんねるV すぺしゃる（2018年、フジテレビ）花園ゆりねの声
- Music B.B. ナビゲーター（2019年 - 2020年）
- 声優たびノート「谷中ぎんざ猫めぐり編」（2020年、ニコニコ動画※・YouTube※）[99]

### ASMR
- ASMR小悪魔後輩との思い出～よわよわメンタル、癒やしちゃいます～（2023年、雨夜硯[100]）

### その他コンテンツ
- アセット『unity-chan!』（神林ゆうこ[101]）
- PRIUS! IMPOSSIBLE GIRLS（10 E-Four[102]）
- ラジオドラマ「クリオネの灯り」（2017年、ノリコ[103]）
- 温泉むすめ（2018年、湯田中渋穂波[104]）
- キャラクタープロジェクト『電音部』（2020年、水上雛[105]）
- メディアミックスプロジェクト『私の愛した花の名は。』（2022年、百合[106]）
- 朗読劇『鬼の花嫁』（2023年、透子）

## ディスコグラフィ

### キャラクターソング
| 発売日         | 商品名                                                                     | 歌 | 楽曲 | 備考                                                                                                |
| -------------- | -------------------------------------------------------------------------- | --- | --- | --------------------------------------------------------------------------------------------------- |
| 2014年7月30日  | 好感Win-Win無条件                                                          | ハート♡インベーダー | 「好感Win-Win無条件」 「大切リスト。」 | テレビアニメ『六畳間の侵略者!?』オープニングテーマ                                                  |
| 2014年8月6日   | 1000%憑いていきたい                                                        | ハート♡インベーダー | 「明日天気にな〜れ☆」 | テレビアニメ『六畳間の侵略者!?』関連曲                                                              |
| 2014年8月13日  | 魔法少女シンドローム                                                       | 虹野ゆりか（大森日雅） | 「魔法少女シンドローム」 | テレビアニメ『六畳間の侵略者!?』関連曲                                                              |
| 2014年8月13日  | 魔法少女シンドローム                                                       | ハート♡インベーダー | 「砂浜TEMPTATION」 | テレビアニメ『六畳間の侵略者!?』関連曲                                                              |
| 2014年8月20日  | 蝶台風 〜バタフライタイフーン〜                                            | ハート♡インベーダー | 「僕らの風」 | テレビアニメ『六畳間の侵略者!?』関連曲                                                              |
| 2014年8月27日  | 銀河皇国狂想曲                                                             | ハート♡インベーダー | 「MEMORIES」 | テレビアニメ『六畳間の侵略者!?』関連曲                                                              |
| 2014年12月3日  | 大切リスト。                                                               | ハート♡インベーダー | 「ハピハピdays」 | テレビアニメ『六畳間の侵略者!?』関連曲                                                              |
| 2014年12月24日 | 六畳間の侵略者!? BD・DVD第4巻特典CD                                        | 虹野ゆりか（大森日雅） | 「トナカイみたいなクリスマス」 | テレビアニメ『六畳間の侵略者!?』関連曲                                                              |
| 2016年8月12日  | IDOL CONNECT -UNIT DISC- 初めまして、大好きです!                           | GARNET PARTY | 「STAGE」 「RED SWEETIE」 | ゲーム『アイドルコネクト -AsteriskLive-』関連曲                                                     |
| 2016年8月12日  | IDOL CONNECT -Solo Disc- Feelings of girl                                  | 古風楓（大森日雅） | 「さよならラビット」 | ゲーム『アイドルコネクト -AsteriskLive-』関連曲                                                     |
| 2017年2月18日  | IDOL CONNECT -Memorial Disc- キミが一度笑うなら、千回わたしは歌うんだ。    | 古風楓（大森日雅） | 「Twilight Zone」 | ゲーム『アイドルコネクト -AsteriskLive-』関連曲                                                     |
| 2017年2月24日  | プリパラソング♪コレクション 2ndステージ                                    | NonSugar | 「シュガーレス×フレンド」 | テレビアニメ『プリパラ』挿入歌                                                                      |
| 2017年4月19日  | 劇場版プリパラ み〜んなでかがやけ！キラリン☆スターライブ！ SONG COLLECTION | スーパープリパラ☆オールアイドル's | 「ぷりぱら☆ララン」 | 劇場アニメ『劇場版プリパラ み〜んなでかがやけ！キラリン☆スターライブ！』挿入歌                      |
| 2017年7月23日  | GAME PriPara Music Collection vol.3                                        | NonSugar | 「Go!Go!プリパライフ」 | ゲーム『プリパラ』関連曲                                                                            |
| 2017年7月23日  | GAME PriPara Music Collection vol.3                                        | ちり（大森日雅） | 「Go!Go!プリパライフ」 | ゲーム『プリパラ』関連曲                                                                            |
| 2017年8月18日  | IDOL CONNECT asterisk live! Star*Trine                                     | 春宮空子（森千早都）、瀬月唯（相坂優歌）、羽田千乃（本渡楓）、火ノ前留奈（大久保瑠美）、高花ひかり（芝崎典子）、古風楓（大森日雅）、柚木ミユ（木村千咲）、泉水つかさ（橋本ちなみ）、坂上八葉（日高里菜） | 「Star*Trine」 | ゲーム『アイドルコネクト -AsteriskLive-』関連曲                                                     |
| 2017年9月20日  | プリパラ☆ミュージックコレクション season.3                                 | SoLaMi♡SMILE、Dressing Pafé、NonSugar、Tricolore、Gaarmageddon、UCCHARI BIG-BANGS | 「組曲フォーエバー☆フレンズ〜インターリュード〜『メモリーズ・メドレー』」 「組曲フォーエバー☆フレンズ〜第三楽章〜『My Friend, Dear Friend』〜第四楽章〜『ウィー・アー・ザ・フレンズ！』」 | テレビアニメ『プリパラ』挿入歌                                                                      |
| 2018年1月26日  | プリパラ ULTRA MEGA MIX COLLECTION Vol.3                                   | NonSugar | 「シュガーレス×フレンド（DELACTION Remix）」 | テレビアニメ『プリパラ』関連曲                                                                      |
| 2018年1月26日  | プリパラ ULTRA MEGA MIX COLLECTION Vol.3                                   | スーパープリパラ☆オールアイドル's | 「ぷりぱら☆ララン（DJ Noriken Hardcore Mix）」 | テレビアニメ『プリパラ』関連曲                                                                      |
| 2018年7月25日  | あの娘にドロップキック 〜邪教徒の祈りdeathの〜                             | 邪神★ガールズ | 「あの娘にドロップキック」 | テレビアニメ『邪神ちゃんドロップキック』オープニングテーマ                                          |
| 2018年7月25日  | あの娘にドロップキック 〜邪教徒の祈りdeathの〜                             | 花園ゆりね（大森日雅） | 「漆黒デカダンス」 | テレビアニメ『邪神ちゃんドロップキック』関連曲                                                      |
| 2018年10月8日  | 七星のスバル BD・DVD第1巻特典CD                                            | 空閑旭姫（大森日雅） | 「祈り 〜 My Wish My Love 〜」 | テレビアニメ『七星のスバル』関連曲                                                                  |
| 2018年11月26日 | 七星のスバル BD・DVD第3巻特典CD                                            | 空閑旭姫（大森日雅） | 「Starlight」 | テレビアニメ『七星のスバル』関連曲                                                                  |
| 2019年9月11日  | プロミス！リズム！パラダイス！                                             | NonSugar | 「スパイシー♪ホット*ケーキ!!!」 | Webアニメ『アイドルランドプリパラ』エンディングテーマ・挿入歌                                       |
| 2019年9月11日  | プロミス！リズム！パラダイス！                                             | NonSugar | 「かりすま〜とGIRL☆Yeah!」 「リザーブ・ザ・リバース！」 | アニメ・ゲーム『プリパラ』関連曲                                                                    |
| 2019年9月11日  | プロミス！リズム！パラダイス！                                             | 月川ちり（大森日雅）、華園しゅうか（朝日奈丸佳） | 「ゴー！ゴー！ゴージャス！」 | アニメ・ゲーム『プリパラ』関連曲                                                                    |
| 2019年9月11日  | プロミス！リズム！パラダイス！                                             | PRI-Crew Friends | 「Crew-Sing! Friend-Ship♡」 | アニメ・ゲーム『プリパラ』関連曲                                                                    |
| 2020年2月5日   | チューリングラブ feat.Sou/ピヨ まんぷくアニメ盤                            | 雪村心夜（内田雄馬）、氷室菖蒲（雨宮天） with 奏言葉（原奈津子）、棘田恵那（大森日雅）、犬飼虎輔（福島潤）                                                                                               | 「チューリングラブ」 | テレビアニメ『理系が恋に落ちたので証明してみた。』関連曲                                            |
| 2020年2月28日  | 神保町哀歌                                                                 | 邪神ちゃん（鈴木愛奈）、花園ゆりね（大森日雅） | 「単純明快!? Something Devils!!」 「My Devil Forever」 | テレビアニメ『邪神ちゃんドロップキック』関連曲                                                      |
| 2020年11月25日 | New Pallet                                                                 | 水上雛（大森日雅） | 「ミルキータイムライン（Prod. Nor）」 | 『電音部』関連曲                                                                                    |
| 2020年11月25日 | New Pallet                                                                 | 桜乃美々兎（小坂井祐莉絵）、水上雛（大森日雅）、犬吠埼紫杏（長谷川玲奈） | 「Hyper Bass（feat. Yunomi）」 | 『電音部』関連曲                                                                                    |
| 2020年12月2日  | キラッとプリ☆チャン♪ソングコレクション〜from MELODY FANTASY〜              | メルパン（大森日雅） | 「キラッとプリ☆チャンランド」 | テレビアニメ『キラッとプリ☆チャン』挿入歌                                                           |
| 2020年12月2日  | キラッとプリ☆チャン♪ソングコレクション〜from MELODY FANTASY〜              | ゴーゴー！マスコッツ | 「A・B・C・Dいいね★ダンス」 | テレビアニメ『キラッとプリ☆チャン』エンディングテーマ                                               |
| 2020年12月2日  | キラッとプリ☆チャン♪ソングコレクション〜from OCEAN MERMAID〜               | ゴーゴー！マスコッツ | 「おやくそくセンセーション」 | テレビアニメ『キラッとプリ☆チャン』挿入歌                                                           |
| 2021年1月2日   | ドキドキパリラルラ（Respect. CY8ER）                                       | 桜乃美々兎（小坂井祐莉絵）、水上雛（大森日雅）、犬吠埼紫杏（長谷川玲奈） | 「ドキドキパリラルラ（Respect. CY8ER）」 | 『電音部』関連曲                                                                                    |
| 2021年6月30日  | 電音部 ベストアルバム -シーズン.0-                                         | 桜乃美々兎（小坂井祐莉絵）、水上雛（大森日雅）、犬吠埼紫杏（長谷川玲奈） | 「シロプスα（feat. 安藤啓希）」 | 『電音部』関連曲                                                                                    |
| 2021年9月10日  | NEON SKY                                                                   | エノ（荻野葉月）、水上雛（大森日雅） | 「カスミソウ（feat. 電音部）」 | 『AKROGLAM』関連曲                                                                                  |
| 2021年8月25日  | Tasting NonSugar                                                           | NonSugar | 「DAI!BOM!大冒険だいっ!!」 「タッ・ピ〜ロペ！サパンナ！」 「三花三様、夢いろ花舞姫」 「ノンピリオド」 「トレジャー♪マイ*ランド!!!」 「カワイイ・ノンシュジェニック!!!」                   | テレビアニメ『プリパラ』関連曲                                                                      |
| 2022年6月29日  | 電音部 ベストアルバム -シーズン.1-The Lights                               | 外神田文芸高校、神宮前参道學園、港白金女学院、帝音国際学院 | 「You Are The Light」 | 『電音部』関連曲                                                                                    |
| 2022年6月29日  | 電音部 ベストアルバム -シーズン.1-The Lights                               | 水上雛（大森日雅） | 「Chick Chick love♡（Prod. Nor）」 | 『電音部』関連曲                                                                                    |
| 2022年6月29日  | 電音部 ベストアルバム -シーズン.1-The Lights                               | 桜乃美々兎（小坂井祐莉絵）、水上雛（大森日雅）、犬吠埼紫杏（長谷川玲奈） | 「悪魔のララバイ（Prod. KiWi）」 「Distortion（feat. Yunomi）」 「Find Me（feat. ミディ）」                                                                                               | 『電音部』関連曲                                                                                    |
| 2022年7月27日  | ごはんだヨッ！ダダダダン！！                                               | スラちゃんず△ | 「ごはんだヨッ！ダダダダン！！」 | テレビアニメ『転生賢者の異世界ライフ 〜第二の職業を得て、世界最強になりました〜』エンディングテーマ |
| 2022年7月27日  | ごはんだヨッ！ダダダダン！！                                               | スラちゃんず△ | 「のんびり異世界ライフ」 | テレビアニメ『転生賢者の異世界ライフ 〜第二の職業を得て、世界最強になりました〜』関連曲             |
| 2022年11月16日 | Do It Yourself!! ‐どぅー・いっと・ゆあせるふ‐ Theme Songs                  | 潟女DIY部! | 「どきどきアイデアをよろしく！」 | テレビアニメ『Do It Yourself!! -どぅー・いっと・ゆあせるふ-』オープニングテーマ                     |
| 2024年11月13日 | プリパラ ソング♪コレクション Melody Moments!                               | NonSugar | 「NonSugar × Age」 | アニメ・ゲーム『プリパラ』関連曲                                                                    |

### その他参加楽曲
| 発売日 | 商品名           | 歌       | 楽曲                 | 備考                                               |
| ------ | ---------------- | -------- | -------------------- | -------------------------------------------------- |
| 2015年 | Dreaming Mermaid | 大森日雅 | 「Dreaming Mermaid」 | ラジオ『大森日雅のおやすみマーメイド』テーマソング |